# PackageKit
PackageKit est un logiciel conçu dans le but de faciliter l'installation et la mise à jour de logiciels (principalement sous GNU/Linux et BSD), en utilisant des technologies récentes et une interface commune pour plusieurs systèmes.
PackageKit est un projet encore en cours de développement.

## Principes de fonctionnement
PackageKit constitue une couche d'abstraction aux outils habituels des distributions (apt, conary, yum, etc.) sur lesquels il s'appuie.
PackageKit lui-même est constitué d'un démon appelé packagekitd qui n'est activé qu'à la demande et s'arrête quand il n'est plus utilisé de sorte qu'il ne ralentit pas la séquence de démarrage ou l'ouverture de la session et qu'il ne consomme pas de mémoire vive quand il n'est pas utilisé.

## Interfaces
- PackageKit, en ligne de commande
- GNOME-PackageKit, interface graphique pour GNOME
- Apper (anciennement KPackageKit), interface graphique pour KDE.

## Administration
Par défaut, PackageKit utilise polkit pour l'authentification d'utilisateur. Cela signifie que l'administrateur peut spécifier finement ce qu'un utilisateur peut et ne peut pas faire. Par exemple, un administrateur pourrait spécifier qu'un utilisateur lambda a les droits pour mettre à jour le système mais pas pour installer ou enlever des paquets.